# Adrien Maurice de Noailles
Adrien Maurice de Noailles (ur. 29 września 1678, zm. 24 czerwca 1766) – polityk francuski i marszałek Francji, generalny kontroler finansów, a także sekretarz spraw zagranicznych przez kilka miesięcy w roku 1744. Hrabia d'Ayen, a od 1708 trzeci książę de Noailles.

## Życiorys
Jego ojcem był książę Anne Jules de Noailles (1650-1708), matką księżna Françoise de Bournonville (1656-1748). Adrien Maurice ożenił się 31 marca 1698 z Franciszką Amable d'Aubigné (1684-1739), siostrzenicą słynnej Markizy de Maintenon. Miał z nią sześcioro dzieci:
- Franciszkę Adelajdę de Noailles (1704-1776), od 1717 żonę Karola Lotaryńskiego, hrabiego Armagnac (rozwód w 1721),
- Amablę Gabriellę de Noailles (1706-1742), od 1721 żonę Honoré-Armand de Villars, księcia Villars,
- Marię Ludwikę de Noailles (1710-?), od 1737 żonę Jacques Nompar de Caumont, księcia la Force (separacja w 1742),
- Ludwika de Noailles (1713-1793), księcia Ayen, potem Noailles i marszałka Francji,
- Filipa de Noailles (1715-1794), księcia Poix, potem Mouchy i marszałka Francji,
- Marię Annę Franciszkę de Noailles (1719-?), od 1744 żonę Ludwiga Engelberta von der Marck, hrabiego Schleiden.

Od wczesnej młodości był przeznaczony do kariery wojskowej. W 1702 został brygadierem, a karierę zakończył jako marszałek Francji, którym został w 1734. W roku 1743 udało mu się wyprzeć Austriaków z Alzacji i Lotaryngii.